# Cristina Iglesias
Cristina Iglesias (Donostia, el País Basc, 8 de novembre de 1956) és escultora i gravadora, ha rebut el premi Nacional d'Arts Plàstiques i és una de les artistes espanyoles més internacionals de les últimes dècades.

## Biografia
Cristina Iglesias va néixer en el si d'una família amb grans inquietuds culturals. Amb els anys, els cinc germans serien creadors: Cristina (escultora), Alberto (compositor), Eduardo (escriptor), Lourdes (escriptora i guionista) i Pepelu (cineasta).
Entre 1976 i 1978 va estudiar ciències químiques a la seva ciutat natal, abans de prendre la decisió de formar-se en una escola d'art. Aviat el seu desig de "buscar-me un lloc al voltant de l'art des del qual poder parlar" la va portar a abandonar la facultat i traslladar-se a Barcelona per estudiar dibuix i ceràmica. Va començar treballant amb fang, perquè "m'interessava aquest material modelable que en què podria afegir color”. El 1980 la necessitat de trobar nous llenguatges la va portar a Londres per matricular-se en la Chelsea School of Art fins al 1982.
Va ser precisament a Londres on va conèixer al que es va convertir en el seu espòs, l'escultor madrileny Juan Muñoz. El matrimoni va tenir dos fills, Lucía i Diego, i va constituir un sòlid tàndem creatiu.
Més endavant, el 1988, va rebre una beca Fulbright per estudiar en el Pratt Institute de Nova York.
L'agost de 2001, el seu espòs va morir sobtadament.

## Influències
Cristina Iglesias és una artista que pertany en una generació d'artistes que des de la dècada de 1980 va transformar el concepte de l'escultura en l'àmbit de les instal·lacions, les seves obres reflecteixen un vocabulari estètic basat en l'ús de diferents materials i delaten l'interès de l'artista per l'espai, l'arquitectura, la literatura i la geologia. El contrast de textures i materials, així com la relació que aquests estableixen amb l'espai, són dos de les constants en la seva trajectòria.
L'obra de Cristina Iglesias s'ha desenvolupat en el context de l'escultura europea i americana. Una generació d'artistes com Miroslaw Balka, Stefan Balkenhol, Thierry de Courdier, Lili Dujourie, Katharina Fritsch, Reinhard Mucha, Juan Muñoz (el seu espòs), Thomas Schütte, Franz West i Rachel Whiteread, van aparèixer amb Iglesias als anys vuitanta i noranta.
Les obres d'aquesta generació d'escultors ofereixen espais reals per a accedir i explorar, i mostren una separació simbòlica del món real.
Cristina Iglesias i els artistes de la seva generació no es constitueixen com un grup o moviment, tot i que utilitzen estratègies formals paral·leles i comparteixen marcs teòrics.
El treball d' Iglesias es desenvolupa en diferents fases explorades a través d'una sèrie d'obres incloses a grans trets en diverses categories: marquesines, parets esculpides, construccions de fusta i pantalles de coure.

## Trajectòria
La concepció de l'escultura com quelcom no estètic permet a Cristina Iglesias moure's amb solvència entre l'arquitectura, la instal·lació artística, l'art natura i la intervenció urbana, per crear atmosferes que suggereixen una íntima comunicació amb l'espectador.
Cristina Iglesias es va donar a conèixer en la primera meitat de la dècada de 1980 en ser seleccionada per participar en exposicions com La imatge de l'animal (1983) i 1981-1986: pintors i escultors espanyols, de la Fundació La Caixa. Paral·lelament, el 1984 va presentar les seves dues primeres exposicions individuals, a Setúbal i a la Galeria Còmics de Lisboa. Dos anys més tard va ser una de les artistes elegides per representar Espanya en la XLII edició de la Biennal de Venècia, i el 1987 va participar en l'Exposició del CAPC-Museu d'Art Contemporani de Bordeus. A partir d'aquesta data la seva obra comença a ser reconeguda i exposarà regularment en museus i galeries d'Europa i Amèrica del Nord.
A partir dels anys noranta el seu treball comença a presentar en una important sèrie d'exposicions que inclouen una individual en el 1990 va suposar la seva consagració internacional.
Entre 1995 i 1999 va ser professora d'escultura en la Akademie der Bildenden Künste de Múnic (l'Acadèmia de les Arts Plàstiques). El 1998 es van presentar estudis importants sobre el seu treball en el Palau  Velázquez de Madrid i en el Museu Guggenheim (Bilbao). En el 1999 va guanyar el Premi Nacional d'Arts Plàstiques d'Espanya.
El Museu Guggenheim (Nova York), per la seva banda, li va dedicar una mostra (1997), que posteriorment portaria al Guggenheim de Bilbao (1998), el Palau  Velázquez de Madrid (1999) i Chicago (2000). Aquesta activitat expositiva, que l'artista alternava amb la càtedra d'escultura a l'Akademie der Bildenden Künste de Múnic (1995-2000), va tenir la seva brillant colofó a 1999, any en què li va ser atorgat el Premi Nacional d'arts plàstiques per "la seva projecció i l'haver obert camins en les arts plàstiques".
En els últims anys l'artista, que viu i treballa a Torrelodones (província de Madrid), quan no està viatjant, ha representat a Espanya a l'Exposició Universal de Hannover (2000), a la Biennal de Taipei (2002) i a la Biennal de Santa Fe (2006), any en què va presentar al Museu Ludwig de Colònia (Alemanya) l'exposició Tres corredors suspesos, una instal·lació que agrupava tres peces-corredors formats per elements arquitectònics verticals i horitzontals en ferro galvanitzat i patinat i que es va poder veure, encara que parcialment, a Madrid (2007).
El 2007 Cristina Iglesias va reaparèixer en l'escena espanyola, després de nou anys de silenci, amb sendes exposicions a les galeries Pepe Cobo i Elba Benítez de Madrid i, sobretot, amb la seva porta-escultura per a l'ampliació del Museu del Prado, la seva primera obra pública a Espanya.

## Premis i reconeixements
El 1999 va guanyar el Premi Nacional d'Arts Plàstiques d'Espanya.
El 2012 va guanyar el Grosse Kunstpreis Berlín. A més a més, el 2015 ha rebut el reconeixement dels Premis Real Fundación de Toledo per la seva instal·lació permanent Tres Aguas.

## Exposicions
Ha representat a Espanya en dues ocasions a la Biennal de Venècia, a la 42 edició el 1986 i en la 45a edició el 1993; a la Biennal de Sydney el 1990; a la Biennal de Taipei a 2003; Al lloc Biennal de Santa Fe el 2006 i en la Triennal de Folkstone el 2011.
També va representar a Espanya a les fires mundials celebrades a Sevilla el 1992 i Hannover el 2000, i en el 1995 Carnegie Internacional, Museu d'Art Institut Carnegie a Pittsburgh.
Altres exposicions seves han estat:
CAPC Musée d'Art Contemporain de Bordeus, 1987; Kunsthalle Bern, Berna, 1991; Stedelijk Van Abbemuseum, Eindhoven, 1994; Solomon R. Guggenheim Museum, Nova York i La Renaissance Society, Chicago, 1997; Palau de Velázquez, MNCARS, Madrid, 1998; Museu Guggenheim, Bilbao, 1998; Carré d'Art, Musée d'Art Contemporain, Nimes, 2000; Museu de Serralves, Porto, 2002; Museu Irlandès d'Art Modern de Dublín i Whitechapel Art Gallery, Londres, 2003; Museu Ludwig, Colònia (Alemanya), 2006; El Centre de Convencions Internacional de Barcelona; Font Profunda, el Leopold de Waelplaats, Anvers, 2006; El llindar d'entrada per a l'ampliació del Museu del Prado, 2007; Pinacoteca de l'Estat de São Paulo, Brasil, 2008, Fondazione Arnaldo Pomodoro, Milà, 2009; L'escultura sota l'aigua Estades Submergides al Mar de Cortés, prop de l'illa Esperit Sant, en l'estat mexicà de Baixa Califòrnia, 2010; Marian Goodman Gallery, Nova York, 2011; Galerie Marian Goodman, París 2011; "Metonímia", Museu Nacional d'Art Reina Sofia, Madrid, 2013; "Un lloc de reflexió, la Casa França, Rio de Janeiro, Brasil, 2013.
El seu treball també s'ha mostrat en les següents institucions:
ARC, Musée d'Art Moderne de la Ville de París; CAAM, Las Palmas de Gran Canària; CCCB, Barcelona; Centre Georges Pompidou, París; Centre Cultural de la Vila, Madrid; Centre del Carme, l'IVAM, València; De Fundació Apple, Amsterdam; Fundació "La Caixa", Barcelona; Fundació Caixa de Pensions, Barcelona; Henry Moore Foundation, Leeds; Institut Cervantes, Roma; Kunsthalle de Berna; Martin-Gropius-Bau, Berlín; Musée d'Histoire, Luxemburg; Museu de Belles Arts, Nantes; Museu d'Art Contemporani Esteban Vicente, Segòvia; Museu de Belles Arts de Bilbao; Museu d'Art, el Carnegie Institute, Pittsburgh; La Galeria d'Art de Nova Gal·les del Sud, Sydney; El Museu d'Art Mori, Tòquio i Tate Modern.

## Obres
Té obres en museus i col·leccions de tot el món, entre ells:
Fundació "La Caixa", Barcelona; Fundació de Serralves, Porto; ARTIUM, Vitòria; CAPC de Bordeus; Carré d'Art, Museu d'Art Contemporani, Nimes; El Centre Nacional d'Art i de Cultura Georges Pompidou de París, el Solomon R. Guggenheim Museum de Nova York, el Museum and Sculture Garden de Washington DC, l'Irish Museum of Modern Art (IMMA) de Dublín, el Museu d'Art Contemporani de Barcelona (MACBA), el MoMA de Nova York, el Museu Nacional Centre d'Art Reina Sofia (MNCARS) de Madrid i la Tate Gallery de Londres.